# Saif Rashid
Saif Rashid est un footballeur international émirati né le 25 novembre 1994 à Charjah. Il évolue au poste d'ailier au Sharjah FC.

## Biographie

### En sélection
Saif Rashid reçoit sa première sélection en Émirats arabes unis le 18 août 2018, en amical contre Andorre (score : 0-0). Il inscrit son premier but en équipe nationale le 20 novembre 2018, en amical contre le Yémen (victoire 2-0). Il participe ensuite en janvier 2019 à la Coupe d'Asie des nations organisée dans son pays natal. Il joue trois matchs lors de cette compétition, en étant éliminé en demi-finale par le Qatar.

## Palmarès
- Champion des Émirats en 2019 avec le Sharjah FC

## Note et référence
1. ↑  (en) « The AFC », sur the-AFC (consulté le 18 novembre 2021).
2. ↑  (en) « Fiche de Saif Rashid », sur national-football-teams.com